# HK433突擊步槍
HK433是德國槍械制造商黑克勒&科赫（H&K）推出的模組化突擊步槍，發射5.56×45mm NATO步槍子彈，另外有發射.300 BLK的HK437。H&K表示未來將會推出各種其他口徑的型號（見型號）。
HK433曾被H&K用於參與德國聯邦國防軍的突擊步槍系統招標，以望能夠擊敗其他競爭者，取代服役超過20年的HK G36突擊步槍。雖然德國聯邦國防部在2020年9月14日曾一度宣佈黑內爾MK 556勝選，但其後MK 556因旋即傳出侵權疑慮而被國防部撤回訂單，故此HK433仍得以繼續競逐新一代標準步槍，最終敗給同為H&K產品的HK416 A8。

## 設計
HK433是一種以短行程活塞導氣式，轉拴式槍栓運作的槍械。HK433各試驗型號稱為原型X型（德語：Prototyp-Status X）。而在2018年SHOT Show展出，最為人熟悉的版本則是原型4型。HK433最終試驗型號為原型5型，並在此後正式推出市場。

#### 機匣
HK433的上機匣為鋁製，下機匣為聚合物製。當中原型5型起下機匣的扳機護弓改為類似AR-15的獨立部件設計。用家可選擇採用射擊計數器，其設計位於拋殼口對側的機匣凸起內，且無需電源及維護，掃瞄RFID即可查詢數據。HK437的彈殼偏向器較HK433長。

#### 槍管
HK433的槍管為冷鍛加工，內部鍍鉻。有多種不同長度的槍管可供用戶按需求安裝使用，令HK433能夠擔任卡賓槍、突擊步槍、自動步槍以及精確射手步槍等不同角色。可調導氣座不需以任何工具調整，亦能供安裝GLM及HK269榴彈發射器使用。
為符合聯邦國防軍的重量要求，HK433原型5型跟HK416 A8一樣採用了16.5英寸幼槍管，並配有刺刀座。
HK437的可調導氣座可供於超音速彈及亞音速彈模式切換，另外亦有可同時使用超音速彈及亞音速彈的混合模式。
HK433系列可用槍管包括：
| 型號  | 口徑      | 長度 | 長度 | 纏距                  | 備註 |
| 型號  | 口徑      | 英寸 | 公釐 | 纏距                  | 備註 |
| ----- | --------- | ---- | ---- | --------------------- | ---- |
| HK433 | 5.56 NATO | 11   | 280  |                       |      |
| HK433 | 5.56 NATO | 12.5 | 318  | 未於正式產品推出      |      |
| HK433 | 5.56 NATO | 14.5 | 368  |                       |      |
| HK433 | 5.56 NATO | 16.5 | 420  | 原型5型上為幼輪廓版本 |      |
| HK433 | 5.56 NATO | 18.9 | 480  | 未於正式產品推出      |      |
| HK433 | 5.56 NATO | 20   | 503  | 未於正式產品推出      |      |
| HK437 | .300 BLK  | 7    | 178  | 1:8，4條右旋          |      |
| HK437 | .300 BLK  | 9    | 229  | 1:8，4條右旋          |      |

#### 操作配件
HK433的操作部件為雙邊設計，在佈局和設計上亦跟HK G36突擊步槍、HK416突擊步槍和雷明登ACR突擊步槍有著不少相似的地方，使習慣操作G36和AR-15系列武器的用戶無需大幅更改教範即能夠輕易上手。
彈匣釋放有兩種設計供用家選擇，分別為舊版本使用的HK416 A5雙邊彈匣釋放鈕，以及原型4型起改用的加大、可用射擊手食指按壓的G36式槓桿式釋放桿。
槍機拉柄為如G3般位於護木上方，為可換方向、可作復進助推器及非往復式設計的拉柄。在不同版本被不斷更改位置，原型4型為護木正上方，但因在國防軍測試中發現會被武器燈等配件阻礙，因此在原型5型後移至較靠近拋殼口的位置，另外更換方向的拆卸難度在原型5型中被提高，避免槍機拉柄被意外拆除。
射擊選擇桿為雙邊0（保險）-45（半自動）-90度（全自動）設計。射擊選擇桿最初的外形設計和圖示位置類似G36及HK416 A7，後來改為類似MP5的設計。如同以往所有H&K產品，HK433全系列的射擊選擇桿不論擊鎚狀態皆可調至保險位置。
無彈後定釋放鈕為類似ACR、位於扳機護弓前方的設計；原型5型416 A5版則移至彈匣釋放鈕上方。
HK433系列的扳機為預組裝扳機組（英語：Drop-in trigger）設計，可直接安裝並通用各種下機匣。

#### 槍托及握把
HK433的槍托為摺疊式設計，並有七段長度及四段貼腮版高度可供調整，以滿足不同用戶需求，另外亦有為佩帶防暴面罩時使用的下沉式槍托。前期版本握把沿用HK416 A5及HK417 A2等使用的V7握把，原型5型則改用了握持角度較大的新握把，正式產品改用與G95K相同、可更換握把片且設有儲物空間的自適應戰鬥握把（英語：Adaptive Battle Grip）。

#### 表面處理
HK433的外觀有黑色、綠棕色（RAL8000）、以及原型5型新增的沙棕色（RAL8031）供用家選擇。

#### 附件
HK433配有源自HK416 A3的快拆摺疊目標孔照門及摺疊準星，用家亦可透過上機匣頂部的STANAG 4694導軌安裝各種瞄準鏡。護木依用家需求可選用HKey或M-LOK，並在底部設有MIL-STD-1913導軌以安裝不同配件。

#### 彈匣
HK433以STANAG彈匣供彈。展示時HK433多數使用HK鋼製彈匣及第三代HK聚合物彈匣，HK437則多數使用Magpul PMAG AR 300 B。而HK433及HK437的標準彈匣皆為第三代HK聚合物彈匣。未來H&K會為各口徑型號設計第三代HK聚合物彈匣，而使用俄系口徑的型號則視下機匣可分別使用HK彈匣或俄系彈匣（如AK彈匣及SVD彈匣）。

## 型號

### 已推出型號
- HK433：基礎型號，使用5.56 NATO，曾參與德國聯邦國防軍突擊步槍系統測試。機匣序號前綴為175-。
- HK437：使用.300 BLK，首次公開版本為原型5型標準，並且由HKey護木改為M-LOK護木[18]。機匣序號前綴為347-[19]。HK437專用的不同零件以三個凸點或三個白點作辨識[20]。

### 發展中型號
- HK254：使用9 mm NATO，將取代MP5
- HK231：使用7.62 NATO
- HK132：使用7.62×39 mm

### 其他未來型號
未來H&K計劃發展包括使用6.5 Creedmoor、5.45×39、7.62×54R口徑的型號。

## 使用者
| 國家   | 組織                    | 描述 | 採用型 | 數量 | 資料來源             |
| ------ | ----------------------- | --- | ------ | ---- | -------------------- |
| 德国   | 什列斯威-霍爾斯坦邦警察 | 採用帶抑制器的HK437取代已使用50年的MP5，什列斯威-霍爾斯坦州警察接收了140支及60支HK437分別作實際運用及訓練。全案合約總值168萬歐元，此為HK433槍系的首份合約 2024年再宣佈將採用1,700支HK437取代MCX及MP5，預計2026年完成交付 | HK437  | 1900 | [ 21 ] [ 22 ] [ 23 ] |
| 德国   | 德國陸軍特種部隊司令部  | 採用狙擊灰色外觀的HK437，配有9英寸槍管，重量額外減輕約130公克，下機匣採用按鈕式彈匣釋放。命名為「G39」，為HK433槍系的首份軍事訂單                                                                                        | HK437  | 988  | [ 20 ] [ 24 ]        |
| 乌克兰 | 烏克蘭武裝部隊          | 俄羅斯入侵烏克蘭期間由德國軍援 | HK433  |      |                      |

## 流行文化

### 電子遊戲
- 2019年—：預設型號為HK433原型4型11吋型，在遊戲中設定為虛構瑞士槍械製造商Singuard Arms生產的武器，命名為「KILO 141」。戰役模式中由約翰·普萊斯上尉所使用。聯機模式中為最早解鎖的突擊步槍，並可作定制改裝，包括改用16.6及18.9吋槍管。
- 2024年—《決勝時刻：黑色行動6》：於第3季實裝，為《決勝時刻：現代戰爭》中的“KILO 141”，奇怪地會出現在1991年。
- 2025年—《三角洲行动》：于S4赛季登场，命名为「K437」，由突击兵使用。

### 輕小說
- 2014年—《刀劍神域外傳 Gun Gale Online》：型號為HK433，於SJ4由V2HG小隊的兩名成員所使用。

## 另見
- HK G36突擊步槍
- XM8突擊步槍
- HK416突擊步槍
- HK417自動步槍
- 雷明登ACR突擊步槍
- FN SCAR突擊步槍
- 扎斯塔瓦M17突擊步槍

## 外部連結
- Heckler & Kock: Product Overview -  HK433（页面存档备份，存于）{{
- H&K HK433 at SHOT Show 2017（页面存档备份，存于）
- HK433 | Heckler & Koch （页面存档备份，存于）
- HK437 | Heckler & Koch （页面存档备份，存于）